# Incamyia striata
Incamyia striata là một loài ruồi trong họ Tachinidae.